# Barrage du Plan d'Amont
Le barrage du Plan d'Amont est un barrage de France situé en Savoie, dans la Maurienne, au-dessus d'Aussois et au pied de la dent Parrachée. Avec le barrage du Plan d'Aval situé à ses pieds, il permet la production d'hydroélectricité.

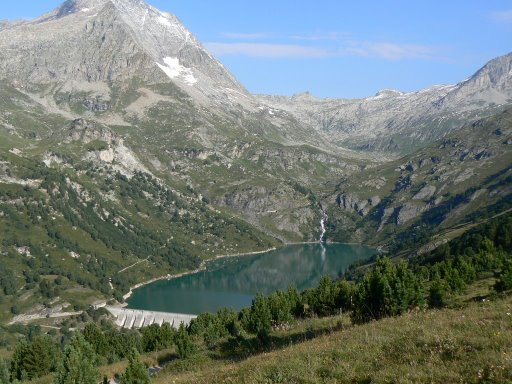
Le barrage et sa retenue au pied du col d'Aussois.

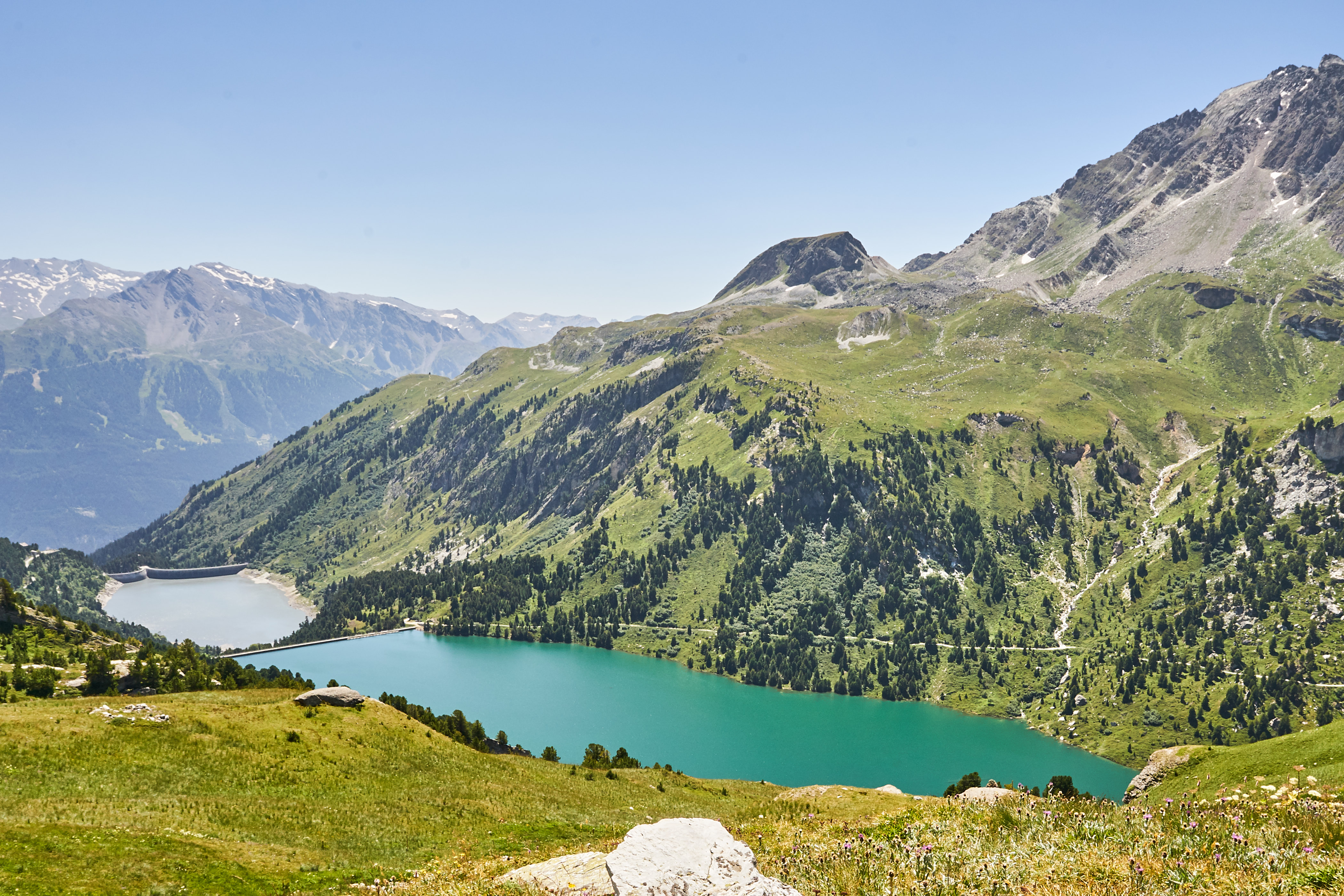
Les lacs et les barrages du Plan d'Amont au premier plan et du Plan d'Aval au second plan vus depuis le nord.